# Sandaya
Sandaya est une marque d'hôtellerie de plein air (HPA) française, filiale du groupe ACAPACE créé en 2005. Elle regroupe 64 campings répartis en Europe.

## Historique
En 2010, Xavier Guilbert et François Georges, ancien directeur général et vice-directeur du groupe Pierre & Vacances – Center Parcs, créent la marque Sandaya.
En 2019, Sandaya fait l'acquisition de plusieurs campings: Le Grand Dague (Périgueux, Dordogne) , Séquoia Parc (Saint-Just Luzac, Charente-Maritime) , Les Alicourts (Pierrefitte-sur-Sauldre, Loir-et-Cher) et Le Ranolien (Ploumanac’h, Côtes-d’Armor).
En 2023, Sandaya fait l'acquisition de plusieurs campings anciennement du groupe Côté Ô : Le Port Manec'h (Morbihan), Le Mont Saint Michel (Manche), Le Carnac (Morbihan), La Palmyre (Charentes Maritimes).
Au cours de la même année, Sandaya fait l'acquisition d'un deuxième camping en Espagne, Valencia (Communauté Valencienne).
En Juillet 2024, Sandaya crée Sandaya Italia, la première filiale européenne de l'entreprise,. Elle sera dirigée par Roberto Franchi, et regroupe les campings Europa Village (Vénétie), Toscana Bella (Toscane), Etruria (Toscane) et Le Pianacce (Toscane).

## Chiffres-clés
- 64 campings en Europe
- 22 500 emplacements

### Logos

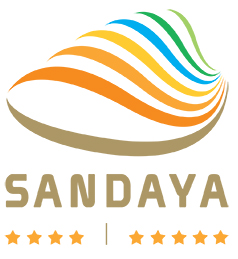
Logo de 2010 à 2016.
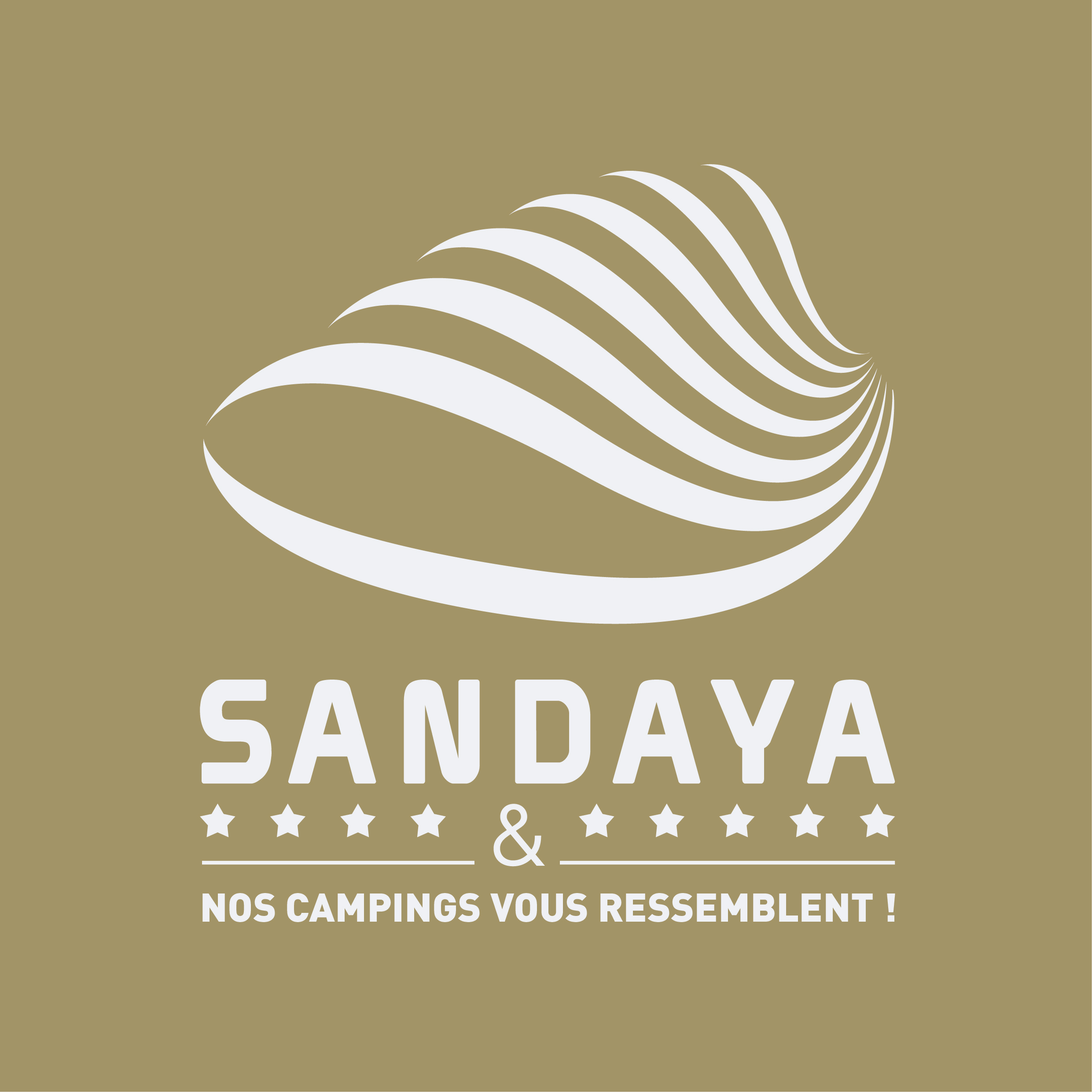
Logo de 2016 à 2019.
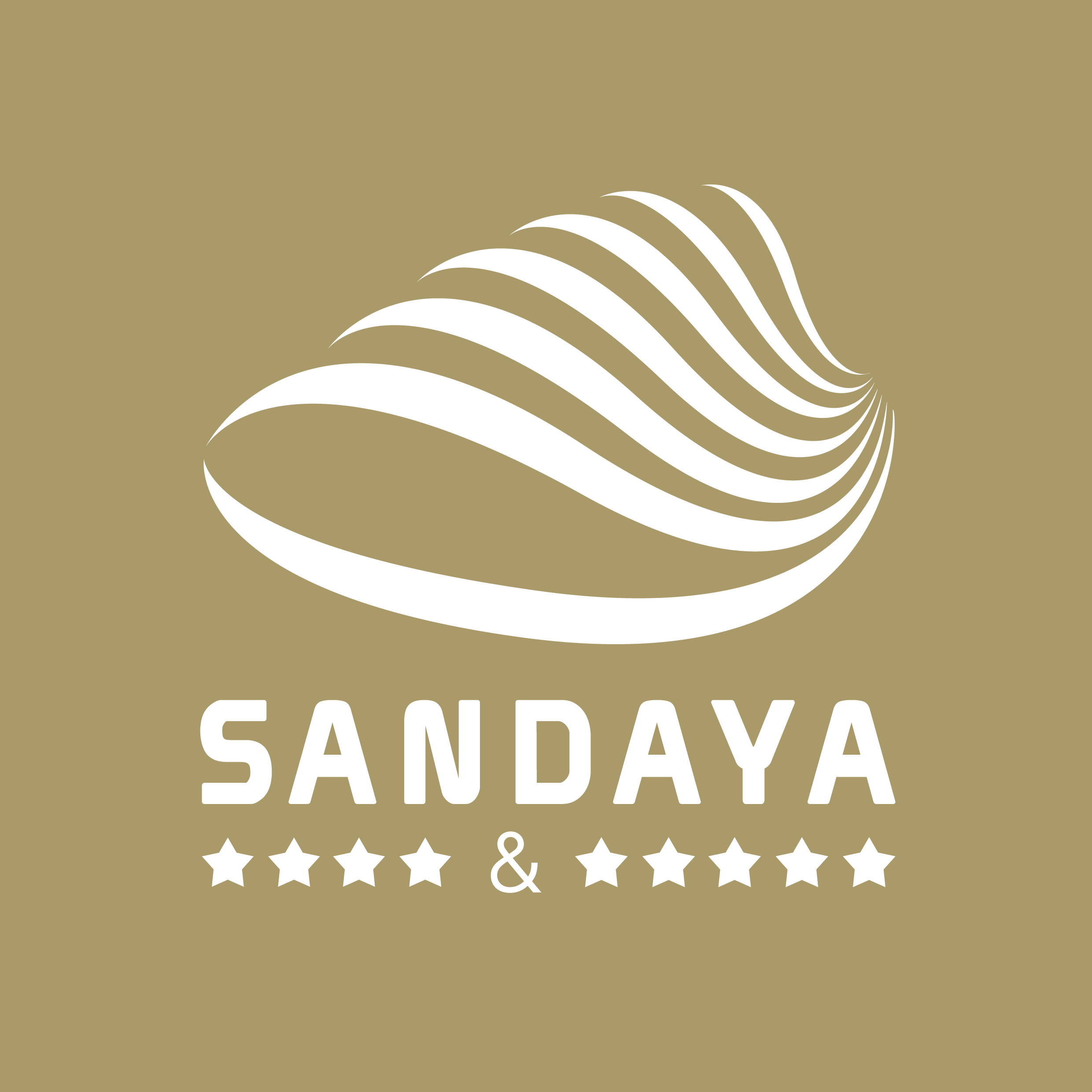
Logo depuis 2019.